# Acción Ciudadana
La Unión Ciudadana, també coneguda com a Acció Ciudadana, va ser una milícia de voluntaris, «guàrdia cívica» trencavagues, creada en 1919 a Madrid per combatre les reivindicacions del moviment obrer, arribant a fer servir la violència. Eduardo González Calleja i Fernando del Rey Reguillo identifiquen els seus plantejaments i pràctica com a propers al feixisme i a la dreta radical. Es va nodrir de joves provinents de les joventuts mauristes madrilenyes, de l'Acció Catòlica, a més d'universitaris, militars, empleats i professionals de professions liberals. Legalitzada l'octubre de 1919, encara que la seva creació es venia preparant amb mesos d'anterioritat, va fixar el seu domicili social al carrer de Carretas] que després es va traslladar al número 6 del carrer de Campomanes. La Unión Ciudadana, que denunciava el sistema de partits i els interessos de classe, anomenava «minories delinqüents» als sindicats socialistes madrilenys. Fortament criticada des de El Socialista, va trobar suport a El Debate i La acción. L'abril del 1920 va ser assassinat un dels seus membres, l'enginyer Pérez Muñoz, durant la vaga de la fàbrica de galetes de la Fortuna. Va arribar a nomenar membre d'honor a Benito Mussolini.